# ポスエロ・デ・アラルコン
ポスエロ・デ・アラルコン(スペイン語: Pozuelo de Alarcón)は、スペイン・マドリード州のムニシピオ（基礎自治体）。スペインの首都マドリード中心部から約10キロメートル西にあり、マドリード大都市圏に含まれる。2017年の人口は85,605人。

## 地理
過去数十年に築かれた低密度の住宅地が広がっている。北西30キロメートルにグアダラマ山脈があり、マドリードよりも山脈に近いため、ポスエロ・デ・アラルコンの気候はマドリードより冷涼である。マドリード・アメリカンスクールはポスエロ・デ・アラルコンの自治体域にある。高等教育ではマドリード・コンプルテンセ大学のソモサグアス・キャンパス、マドリード工科大学のモンテガンセード・キャンパス、スペイン国立通信教育大学などがある。
かつてAmazon.comのスペイン支社はポスエロ・デ・アラルコンにあったが、2017年にはマドリードのプラド・ビジネスパークに移転した。2000年から2010年まで、毎年9月にはマドリード国際アニメーション映画祭（アニマドリード）が開催されていた。ディビシオン・デ・オノール（1部）などに所属するラグビークラブのCRCポスエロ・マドリードはポスエロ・デ・アラルコンを本拠地としており、国内リーグ優勝5回、国内カップ優勝10回の実績がある。

### 人口
| ポスエロ・デ・アラルコンの人口推移 1900－2011           |
|                                                         |
| 出典:INE（スペイン国立統計局）1900年 - 1991年、1996年 - |

## 交通

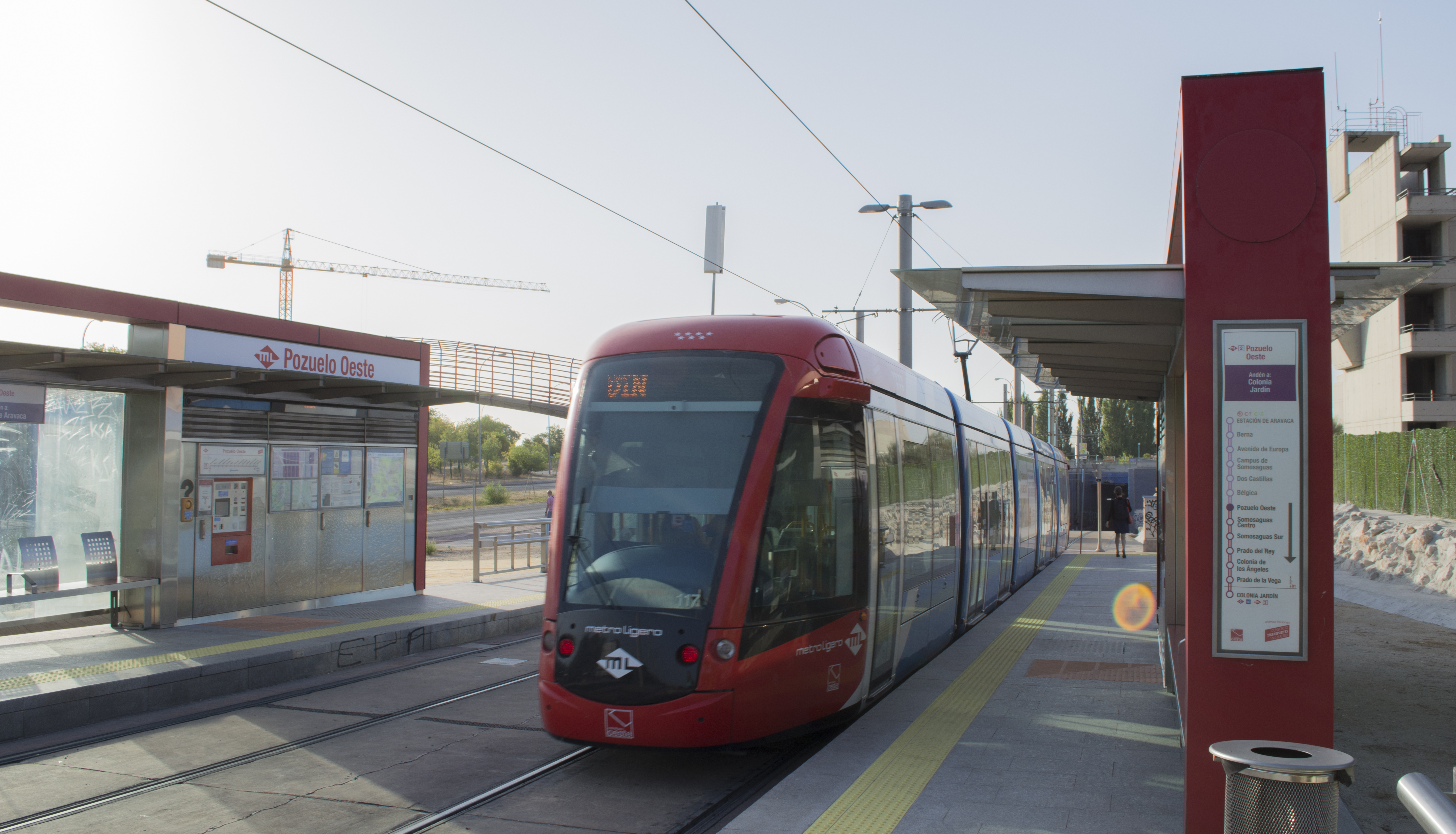
メトロ・リヘロの路線

マドリード大都市圏の環状道路であるM-40号線、マドリードから西部郊外に延びるA-6号線は、ポスエロ・デ・アラルコンで交差している。交差部付近には複数の総合病院、ショッピングモール、百貨店のエル・コルテ・イングレス、富士通スペインなどが進出している。
トラムのメトロ・リヘロ2号線は、ポスエロ・デ・アラルコンのベルナ駅を起点とし、カサ・デ・カンポの西端を南に走り、マドリード・ラティーナ区のコロニア・ハルディン駅に至る。通勤路線のセルカニアス マドリードは、環状線のC-7号線と、郊外に延びるC-10号線がポスエロ・デ・アラルコンを通っている。

## 歴史

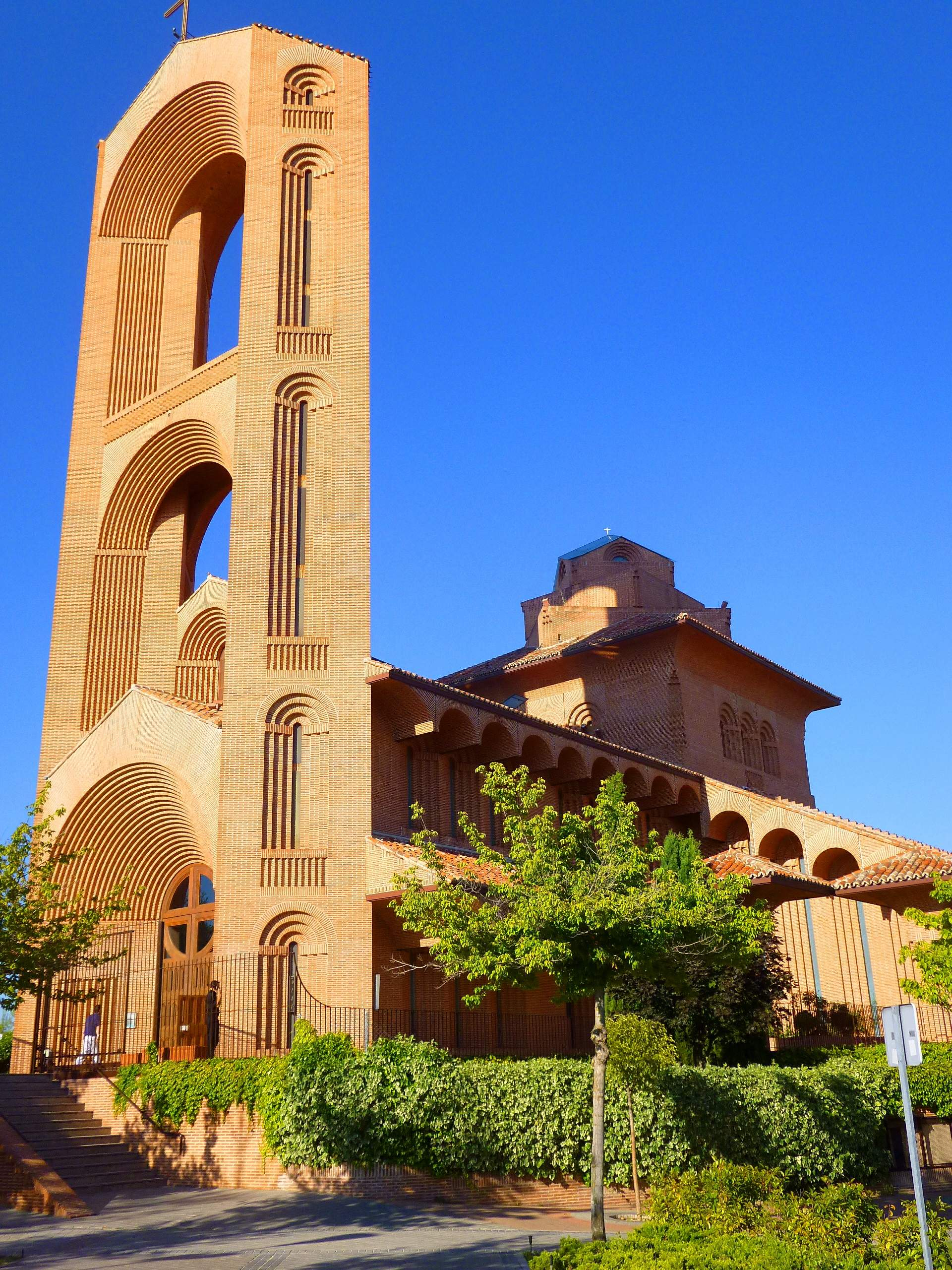
サンタ・マリーア・デ・カナ教会

1979年に民主化後初の自治体議会選挙が行われてから、一貫して保守政党が議会の運営を担っている。サッカー選手のクリスティアーノ・ロナウド、ラリードライバーのカルロス・サインツなどは、ポスエロ・デ・アラルコンに居住していたことがある。1981年から1982年までスペイン首相を務めたレオポルド・カルボ＝ソテーロは、2008年の死去時にポスエロ・デ・アラルコンに居住していた。2010年にはサインツがポスエロ・デ・アラルコン初の名誉市民に推挙された。
ポスエロ・デ・アラルコンの生活水準は高く、住民の平均所得はスペイン国内でも有数の高さである。建築家のフェルナンド・イゲラスが設計したサンタ・マリーア・デ・カナ教会は、1999年にエウロパ大通り沿いに竣工した現代建築である。

## 政治
| 任期      | 首長名                                       | 政党                  |
| --------- | -------------------------------------------- | --------------------- |
| 1979–1983 | Juan Carlos García de la Rasilla             | 民主中道連合(UCD)     |
| 1983–1987 | José Martín-Crespo                           | 国民党(PP)            |
| 1987–1991 | José Martín-Crespo                           | 国民党(PP)            |
| 1991–1995 | José Martín-Crespo                           | 国民党(PP)            |
| 1995–1999 | José Martín-Crespo                           | 国民党(PP)            |
| 1999–2003 | José Martín-Crespo                           | 国民党(PP)            |
| 2003–2007 | Jesús Sepúlveda                              | 国民党(PP)            |
| 2007–2011 | Jesús Sepúlveda(05-07) Gonzalo Aguado(07-09) | 国民党(PP) 国民党(PP) |
| 2011–2015 | Paloma Adrados                               | 国民党(PP)            |
| 2015–2019 | Susana Pérez Quislant                        | 国民党(PP)            |
| 2019–2023 | n/d                                          | n/d                   |
| 2023–     | n/d                                          | n/d                   |

## 姉妹都市
- ポーランド、ポズナン[10][11]
- フランス、イシー＝レ＝ムリノー
- イタリア、レカナーティ
- メキシコ、ナウカルパン
- 西サハラ、ビル・ラフルー